# 동국대학교 사범대학 부속 영석고등학교
동국대학교 사범대학 부속 영석고등학교는 대한민국 경기도 의정부시 용현동에 위치한 사립 고등학교이다.

## 학교 연혁
- 1970년 6월 1일 : 학교법인 복지학원 인가
- 1970년 6월 2일 : 초대 이사장 설립자 안채란 선생 취임
- 1971년 1월 28일 : 본교사(4,290m2) 및 부속건물(11,000m2) 준공
- 1974년 1월 5일 : 복지고등학교 3학급 설립인가
- 1974년 3월 1일 : 초대 안채란 교장 취임(중·고)
- 1984년 12월 10일 : 본교사 신관건물(3,630m2) 준공
- 1987년 12월 5일 : 학교법인 영석학원으로 정관변경
- 1988년 10월 19일 : 영석고등학교로 교명변경
- 2007년 8월 22일 : 교육 정보화실 및 급식실 개관
- 2011년 1월 10일 : 동국대학교 사범대학 부속영석고등학교로 교명변경
- 2011년 9월 17일 : 학교법인 동국대학교로 정관변경
- 2013년 2월 28일 : 동국관 및 급식실 리모델링 사업 완료
- 2016년 10월 26일 : 운동장 인조잔디 조성 준공 완료
- 2019년 9월 1일 : 제13대 오종환 교장 취임
- 2023년 2월 9일 : 제47회 졸업식(졸업생 255명, 누계 11,448명)
- 2023년 12월 8일 : 학교법인 동국대학교 제43대 강환종(돈관) 이사장 취임

## 참고 자료
- 동국대학교 사범대학 부속 영석고등학교 - 한국교육학술정보원 학교알리미